# ヘルシャイト
ヘルシャイト (ドイツ語: Herscheid)は、ドイツ連邦共和国ノルトライン＝ヴェストファーレン州アルンスベルク行政管区のメルキッシャー郡に属す町村（以下、本項では便宜上「町」と記述する）である。人口5,000人以上、1万人以下の「クライネ・クラインシュタット」（直訳: 小さな小都市）に分類される。

## 地理

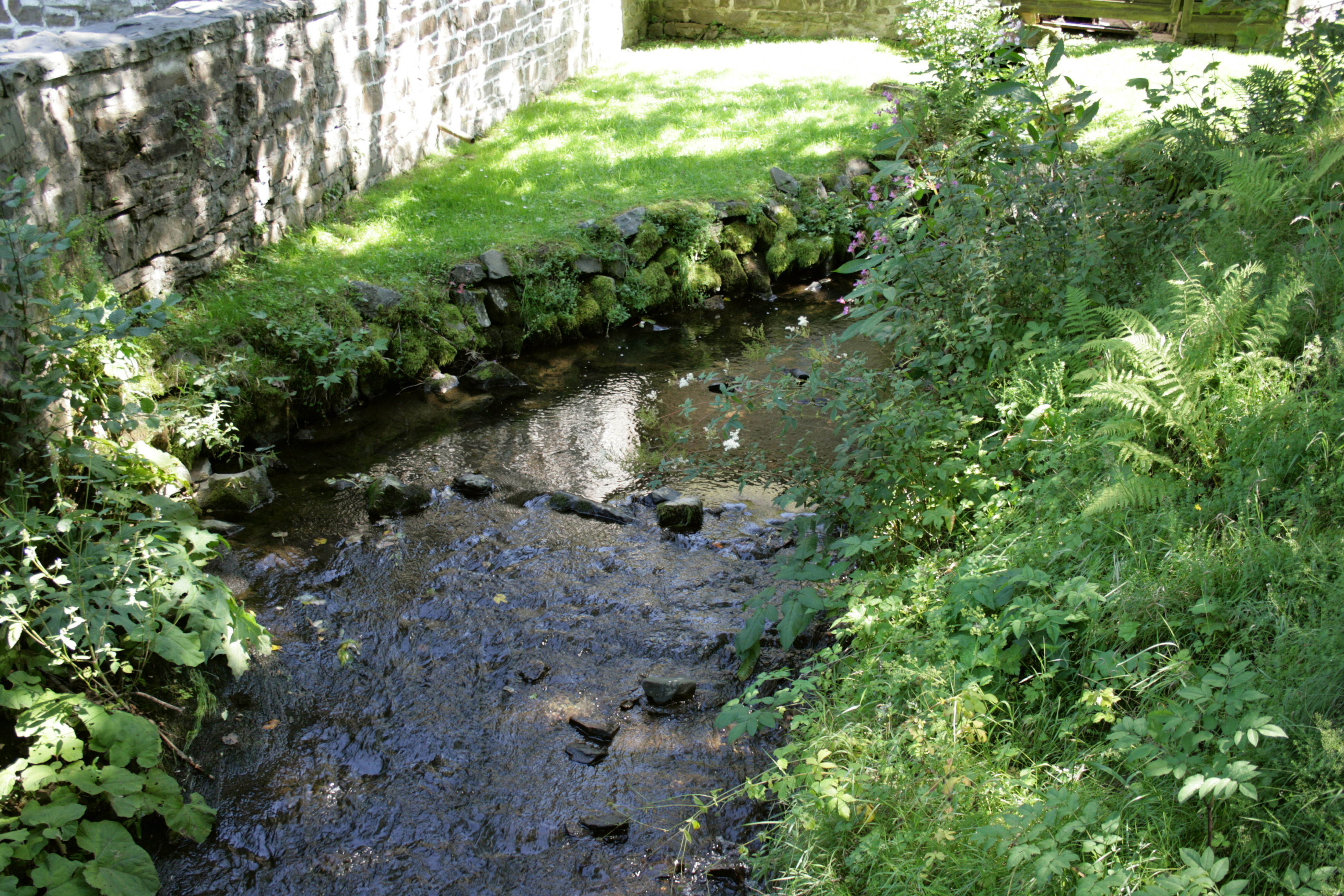
ヘルシャイト町内のシュヴァルツェ・アーエ川

### 位置
ヘルシャイトは、メルキッシャー郡南東部、ザウアーラントの山がちな地形に位置している。町の南部には、高さ 663 m のエッベ山地の最高峰ノルトヘレがある。ここからエッベバッハ川（エスター川の上流の呼び名）が湧出している。この川は、東の町境でエスタータール堰によって堰き止められる。ヴァーゼ堰とフュルヴィッゲタール堰はヘルシャイトの西にある。一部がヘルシャイトの町域に含まれるガスマート集落（海抜 534 m）は西の町境にまたがって存在する。
北西をシュヴァルツェ・アーエ川（黒アーエ川）が流れている。この川がヴェルドール＝アルテンミューレでヴァーゼ川に合流する。ヘルシャイト中心部のやや外れをブルーフバッハ川が流れている。この川は自然保護区「アウフ・デム・ローテン・シュローテ」から湧出し、町の中心部の東でヴァイセ・アーエ川（白アーエ川）に合流し、ヒューイングハウゼンでさらにエルゼ川に注ぐ。町域の北はジリナー・ベルク（海抜 460 m）およびオストヘレ（海抜 418 m）に達する。ヘルシャイトの最低地点は、シュヴァルツェ・アーエ川の谷で海抜 250 m である。

### 地質学
町域の北部はリューデンシャイダー盆地に位置している。ヘルシャイト周辺のヘルシャイダー・エッベは、エッベ山地の北の中心部を形成している。エッベ山地鞍部のヘルシャイトの地層は、オルドビス紀に属しており、黒い粘板岩の薄い層と、オルドビス紀初期から中期の砂岩からなる。キースベルト近くの岩の層には様々な化石が見られる。

### 町域の広がりと土地利用
町域の南北の最大幅は 9.6 km、東西のそれは 9.4 km である。最も北の集落はヴィーゼンフェルトで、最も南の集落はヘルフェルである。リューデンシャイトの市域にあるヴァーゼタール堰の南端近くにあるショトットメルトがヘルシャイトの最も西の集落で、ヒュイングハウゼンが最も東である。ヘルシャイトとプレッテンベルクとの境界は、現在もかつてのヴェリンとヴェリナー・バウムとの間の国境防衛線を通っている。
森林が 58.7 % と町域の最も多くの部分を占めており、農業用地は 32.0 %、住宅地および交通用地は 8.5 %、0.8 % がその他の用途の土地である。ヘルシャイトの人口密度は 124人/km2 で、メルキッシャー郡で最も低い値である。

### 隣接する市町村
ヘルシャイトに隣接する市町村は、ヴェルドール（北）、プレッテンベルク（東）、アッテンドルン（南東）、マイネルツハーゲン（南）、リューデンシャイト（西）である。オルペ郡に属すアッテンドルン以外はいずれもメルキッシャー郡に属している。

### 自治体の構成
町域に地区は設けられていない。この町は多くの集落からなる。

### 気候
ヘルシャイトの気候は大西洋に支配されている。これを担っているのが西風である。特徴的なのは、比較的多い降水量と、高度のわりには温暖な気温である。7月の平均気温は約 15.6 ℃で最も暖かく、1月のそれは -0.4 ℃と最も寒い。年間平均気温は 7.7 ℃である。年間降水量は、997 mm である。

## 歴史

### 中世から近世
ケルン大司教は1072年に教会と村を新しく創設されたグラーフシャフト修道院に移譲した。この村は後にマルク伯領に属した。注目すべきは、伯が15世紀以前にすでにヘルシャイトの土地に狩猟権を授けていたことである。これは、エッゲ山地で捕らえられたマルク伯エンゲルベルト3世の解放に農民が役立ったことが背景であった。この他の特権として独自のアムトと営林・漁労権があった。この村は中世後期にはフライゲリヒテ（裁判所）の所在地であった。最初の裁判記録は1386年と1387年のものである。記録は1499年と1512年で終わっている。少なくとも1つの事案でこの裁判所は全国的に重要な訴訟手続きを行った。全体的に、事案の数は、他の裁判所に比べ少なかった。三十年戦争と2度の大火（1686年と1862年）で、古い建造物はほとんど失われた。一部被害を免れたのは、頑丈な現在の使徒教会だけであった。1862年以後の復興は主に石材建築よってなされた。

### 鉱山史
町域内の多くの小集落では農業の他に、鉱石採掘や金属加工業が重要な産業であった。ジルベルクなどの古い坑道跡がこれを証明している。ジルベルクでの鉱業に関する文書は17世紀にまで遡る。この産業は、18世紀には極めて限られた範囲で営まれていた。19世紀には新しい坑道が掘られたが、すぐに再び放棄された。この他にも多くの坑道や鉱業所があった。ヘルシャイト地域での採掘量には限界があった。鉱業を記念して、1970年代末から学習路が整備された。
アーエタールやエルゼタールは、アーエ＝ハンマーなどの工業化以前あるいは工業化初期の製造所を受け継ぐ伝統産業が立地していた。近隣周辺には数多くの塊鉄炉があった。これは13世紀からの効率的な製鉄方法で、後の15世紀以降は水力を利用した鉄生産、鉄加工が行われた。作業は、主に「ライデマイスター」と呼ばれた事業主の施設で行われた。特に「オーゼムントシュミーデ」、すなわち銑鉄を精錬して、加工可能な材料に仕上げる過程は重要であった。当初はまだ施設で精錬を行っていたが、後にはジーガーラントや、量は少ないもののヴェストファーレン公領から鉄を入手するようになった。

### 19世紀から20世紀
ヴェストファーレン州のラントゲマインデ法の施行に伴い、1840年代にアムトに首長制が採り入れられた。アムト・ヘルシャイトはこれ以後、他の7つのアムト、合わせて19町村とともにアルテナ郡を形成した。
19世紀初めにも、8件から10件ほどの伝統的な鉄加工場が存在した。作業自体はわずかな労働力しか必要としなかったが、木炭の製造や原料の輸送、製品の搬出といった間接的な産業が生まれた。石炭で稼働する錬鉄工場が設立されたことで、1830年代からオーゼムントシュミーデは姿を消していった。これは、劣悪な農場状態と関連して、1840年代に農業危機を引き起こしたが、最終的に農業への集中といくつかの新しい商業系企業が立地したことで克服された。
高地であることや一部の貧しい土壌のために、農業の収穫は乏しかった。さらに小規模経営の構造でもあった。少数の大農家の他に、数頭の牛と耕作用の家畜1頭だけを所有するような小規模な農家が数多くあった。小規模営農者には自分の土地を持たない者もいた。彼らの所有するものから得られるのはせいぜい自給自足分であり、主な収入は他の産業労働から得ていた。第二次世界大戦後、小規模営農者はほとんどがこれを放棄し、少数の大規模で効率的な農場だけが残った。
1915年7月8日に鉄道プレッテンベルク - ヘルシャイト線が開通した。それ以前にヘルシャイトからの最後の郵便馬車がプレッテンベルクに到着した。1918年/1919年の革命後、ヘルシャイトでは社会民主党員が増加した。町の独自の支部は形成されなかった。DVP や DNVP といった市民政党も活動が活発になった。地元の牧師は、右翼政党の DNVP を公然と支援した。この他に、鉄兜団や青年ドイツ騎士団の地区グループも形成された。1930年代の初めには、NSDAP も足場を固め始めた。この頃には KPD もヘルシャイトで活動していた。
1932年11月のドイツ国会議員選挙で、NSDAPは約 45.51 % の票を獲得した。これはドイツ全体での得票率 (33.1 %) に比べてかなり高い数字であった。SPD (19.72 %) と KPD (19.58 %) はほぼ同率であった。カトリック系住民がほとんどいない状態であったため、中央党 (0.95 %) は何の役割も演じることはできなかった。DNVP の得票率は 9.28 % であった。他の政党はいずれも低い得票率に追いやられた（DVP 1.39 %、キリスト教社会人民奉仕 1.61 %、ドイツ国家党 1.97 %）。1933年3月のドイツ国会議員選挙では NSDAP が、66.24 % の票を得て、疑問の余地なく政治活動を支配した。この選挙においても NSDAP のヘルシャイトにおける得票率は、ドイツ平均 (43.9 %) よりもかなり高かった。SPD は 16.36 % と半減し、KPD (5.79 %) は最も大幅な弱体化に甘んじなければならなかった。黒-白-赤戦線と名乗った DNVP は 7.56 % であった。他の政党はさらに役割がなくなった（中央党 0.46 %、DNP 0.91 %、キリスト教社会人民奉仕 1.32 %、ドイツ国家党 1.37 %）。
国家社会主義時代の幕開け後、他のドイツ各地と同様に、政治的・社会的に強制的同一化がなされ、政敵は排除されていった。ユダヤ系住民がいなかったため、ヘルシャイトでは直接的なユダヤ人迫害は起こらなかった。福音主義教会組織内では、現職の牧師を中心とした政府に忠実な「ドイチェ・クリステン」と告白教会に近い立場をとる「フラウエンヒルフェ」との対立が高まっていった。
この町は、長らく爆撃を免れていた。数発の目標を外れた爆弾で被害を受けただけであった。しかし、1945年春にはヘルシャイトにも第二次世界大戦が到達した。ルール・ポケットの戦いを承けて陸軍兵学校がヘルシャイトに移転した。後退する前線に伴って、低空飛行による攻撃が増えていった。4月11日頃からドイツ軍部隊とアメリカ軍部隊との間で戦闘が始まった。4月13日の朝、アメリカ軍がヘルシャイトに入った。ドイツ兵は、ヘルシャイダー・ミューレから敵兵に向けて射撃を行った。この戦闘によっていくつかの建物が損傷を負った。市民と兵士が傷つき、死亡した。使徒教会の内陣も攻撃を受け、バロック様式の祭壇が破壊された。
第二次世界大戦後、住宅地であったヘルシャイト＝ドルフとヒュイングハウゼンが急速に発展した。追放された人々や難民を受け容れたことが、この町の発展に一定の役割を果たした。戦後すぐに合計850人以上がヘルシャイトにやって来た。これは住民の約 18 % に相当する数であった。大きな一戸建て住宅地が造成され、道路が拡張整備されたことにより、ヘルシャイトはリューデンシャイトやプレッテンベルクの労働者にも住宅地として注目された。

### 町村合併
1969年1月1日に、廃止された町村のリューデンシャイト＝ラントがこの町の一部となった。ヘルシャイトは新設されたリューデンシャイト郡に属すこととなったが、1975年にメルキッシャー郡に編入された。

## 住民

### 宗教

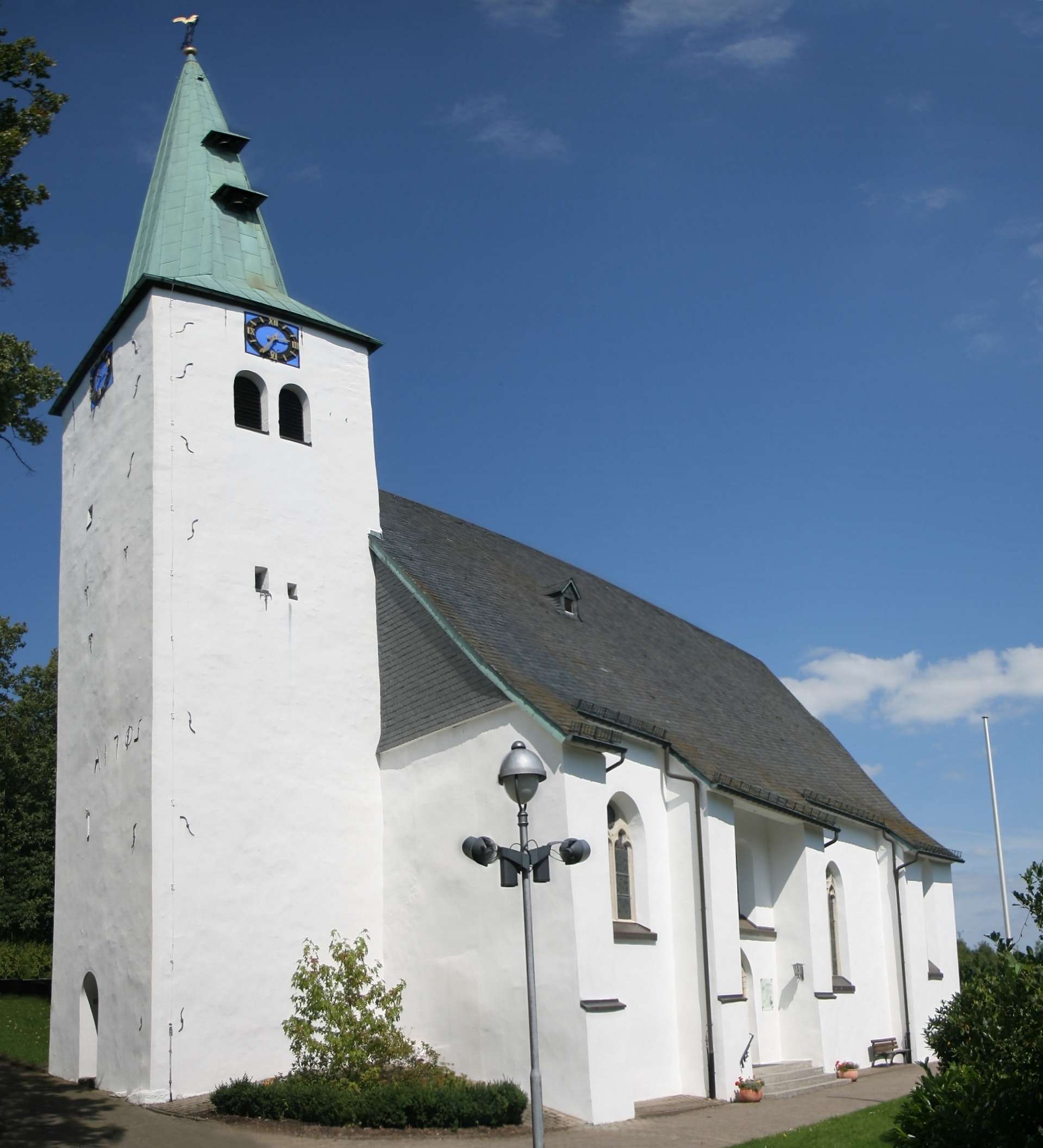
福音主義使徒教会

メルキッシャー地方のザウアーラント南部は、遅くとも9世紀にはキリスト教化された。1072年にケルン大司教アンノ2世はグラーフシャフト修道院に Hertsceido の教会などを移譲している。13世紀半ばからヘルシャイトは、おそらく、独立した教会区となった。1552年にこの町は宗教改革がなされた。マルク伯領の教会は、長老会議の伝統の下に成立した。カトリック信者の数は20世紀に入ってかなり経つまで少ないままであった。1930年代に大きな職場が設けられたことでやっとカトリック信者の数はある程度増加し、カトリックの礼拝も再び行われるようになった。教団の発展に伴い、1960年代に独自の教会が建設された。
2011年時点の宗教分布は、福音主義 50.6 %（3,725人）、カトリック 19.1 %（1,404人）、その他の宗教または無宗教が 30.3 %（2,234人）である。

### 人口推移
以下の表に各時点の町域における人口を記す（1722年から2010年）。
| 年   | 人口（人） |
| ---- | ---------- |
| 1722 | 1,309      |
| 1810 | 1,336      |
| 1910 | 3,054      |
| 1950 | 4,534      |
| 1970 | 5,480      |
| 1990 | 7,141      |
| 2000 | 7,574      |
| 2010 | 7,216      |

## 行政

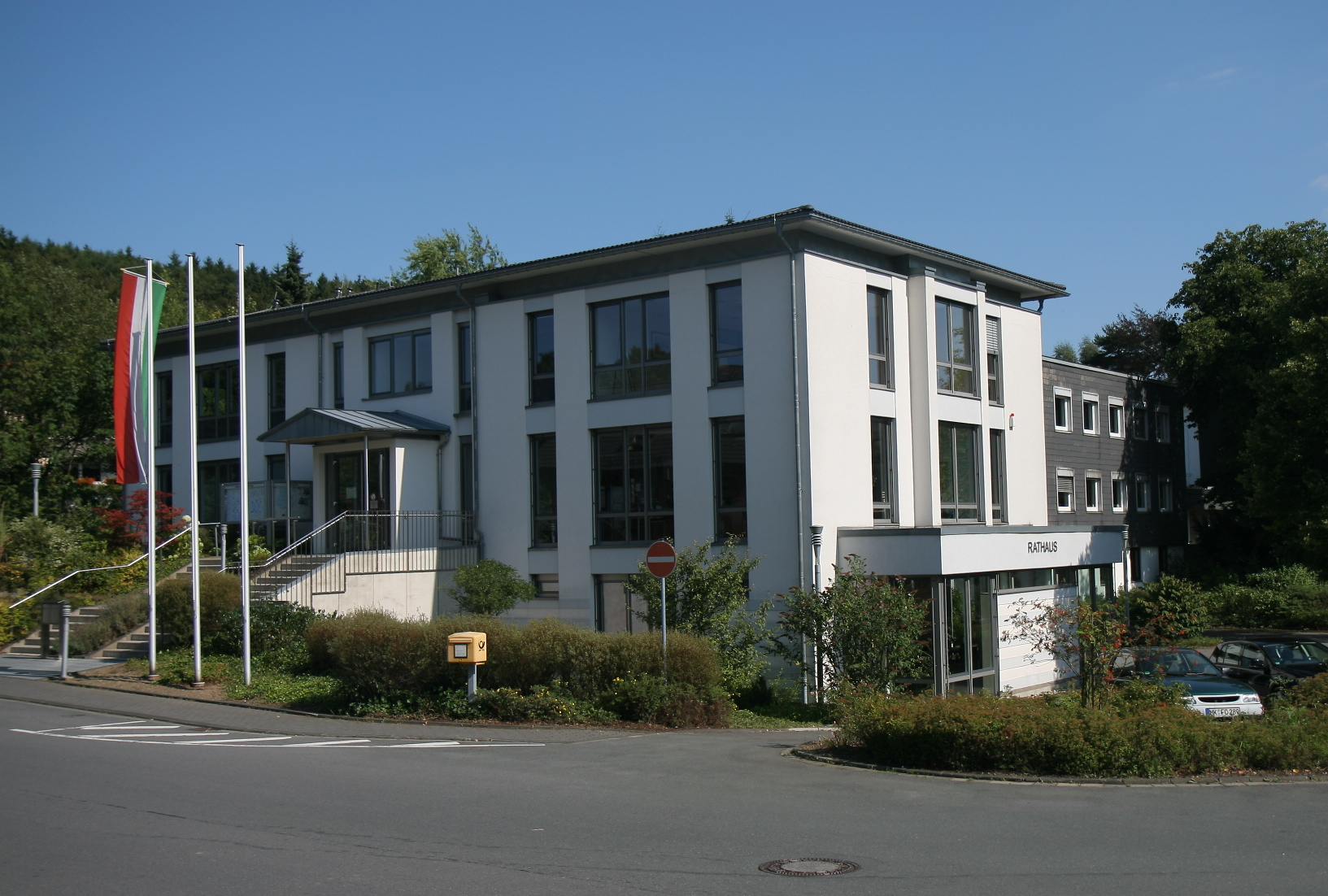
ヘルシャイトの町役場

### 1945年以降の町長
1945年6月6日から1945年10月25日まで、ヘルマン・アルベルツが委任町長を務めた。1945年10月26日から1946年4月4日までグスタフ・ポットホフが専任の町長を務めた。その後ポットホフは、ゲマインデディレクトール（町政の実務指導者）となった。
名誉職の町長:
- 1946年 - 1948年　アルブレヒト・ヘーゼマン (CDU)
- 1948年 - 1961年　アルフレート・ハーフェル (SPD)
- 1961年 - 1979年　エルヴィン・シェットラー (FWV/UWG)
- 1979年 - 1994年　ヴォルフガング・ヴァイラント (CDU)
- 1994年 - 1999年　ヴォルフガング・フェーペル (SPD)

専任の町長:
- 1999年 - 2004年　カール・ペーター・ハインツ（無所属）町長就任以前は、1990年4月17日からゲマインデディレクトールを務めていた。
- 2004年 - 2009年　ロタール・シュッツ（無所属）
- 2009年10月21日以降　ウーヴェ・シュマーレンバッハ（無所属）[32]

### 町議会
2014年の町議会選挙以降、ヘルシャイトの町議会の議席数は22議席である。

### 紋章
図柄: 金地に、赤と白の三層の格子模様の横帯（マルク伯の横帯）、そこから現れる直立した赤いシカ。
解説: ヘルシャイトの紋章には、マルク伯の格子模様が描かれている。これに加えてシカが描かれている。これは、旧ヴァルベルト町の紋章における猟師と同様に、クレーフェ公ヨハン3世から授けられた狩猟特権を表す。この他にこの町の町名がシカ (ドイツ語: Hirsch) に由来するという解釈も示している。この紋章は、O. シュップ教授のデザインによるもので、1935年に認可された。

## 文化と見所
文化イベントには、街の中心にあるシュッツェンハレ/ゲマインデハレ（射撃ホール/町立ホール）が用いられる。ヒュイングハウゼンには2番目に大きな催事場ラムベルクハレがある。MGV コンスタンツィア・ヘルシャイトは町役場の町民ホールをマチネ＝コンサートに利用している。ここではこの他に演芸イベントも開催される。ヘルシャイトには劇場がない。最寄りの大きな劇場はハーゲンにある。

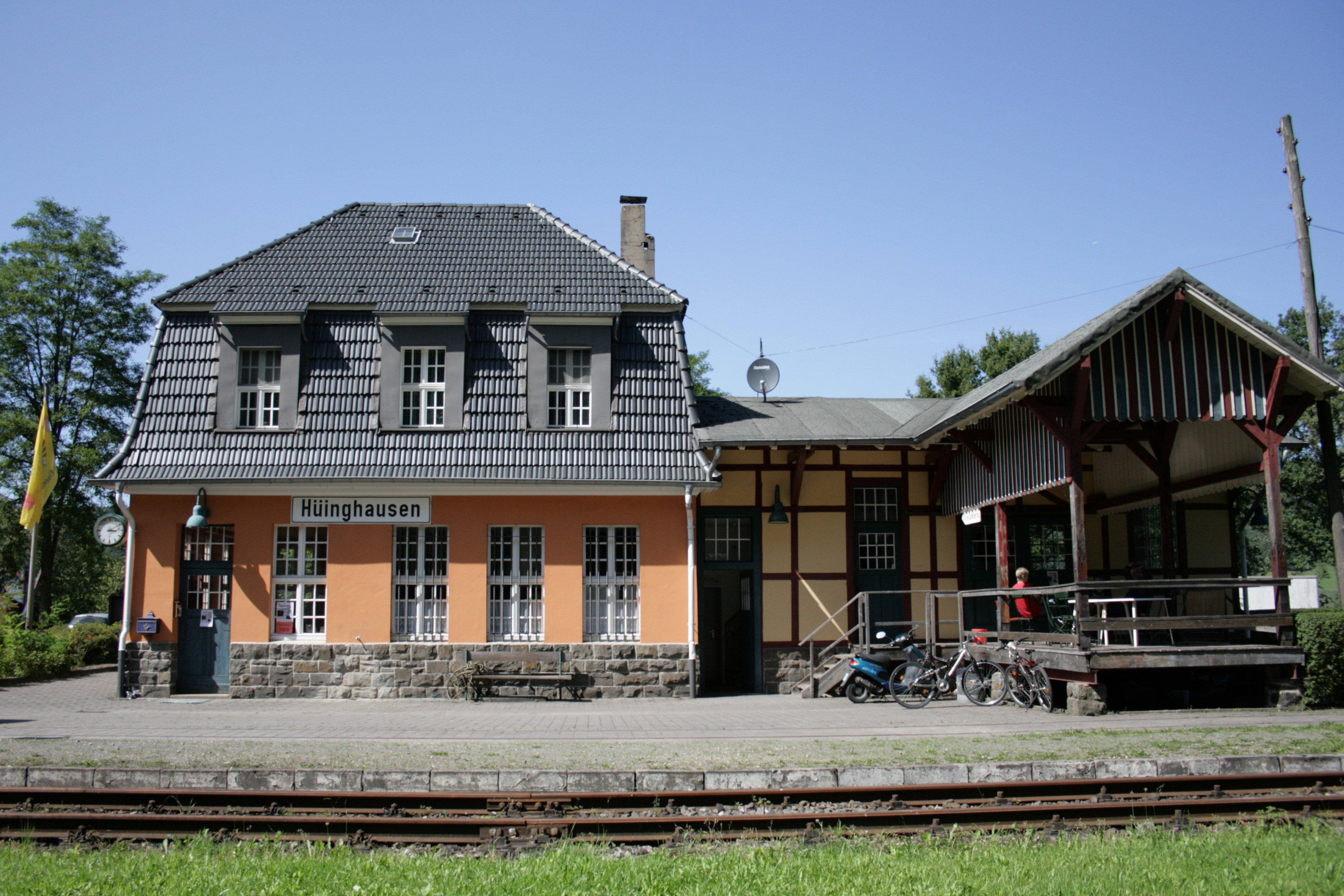
保存鉄道のヒュイングハウゼン駅

### 博物館
ヒュイングハウゼン地区からプレッテンベルク＝ケビングハウザー・ハンマー行きのメルキッシュ保存鉄道が運行している。「シュピーカー」は2005年に町の所有となった。この建物は歴史・郷土協会によって保存・管理されている。ここに設けられた郷土室は定期的に週末に、または申し込みによって見学することができる。

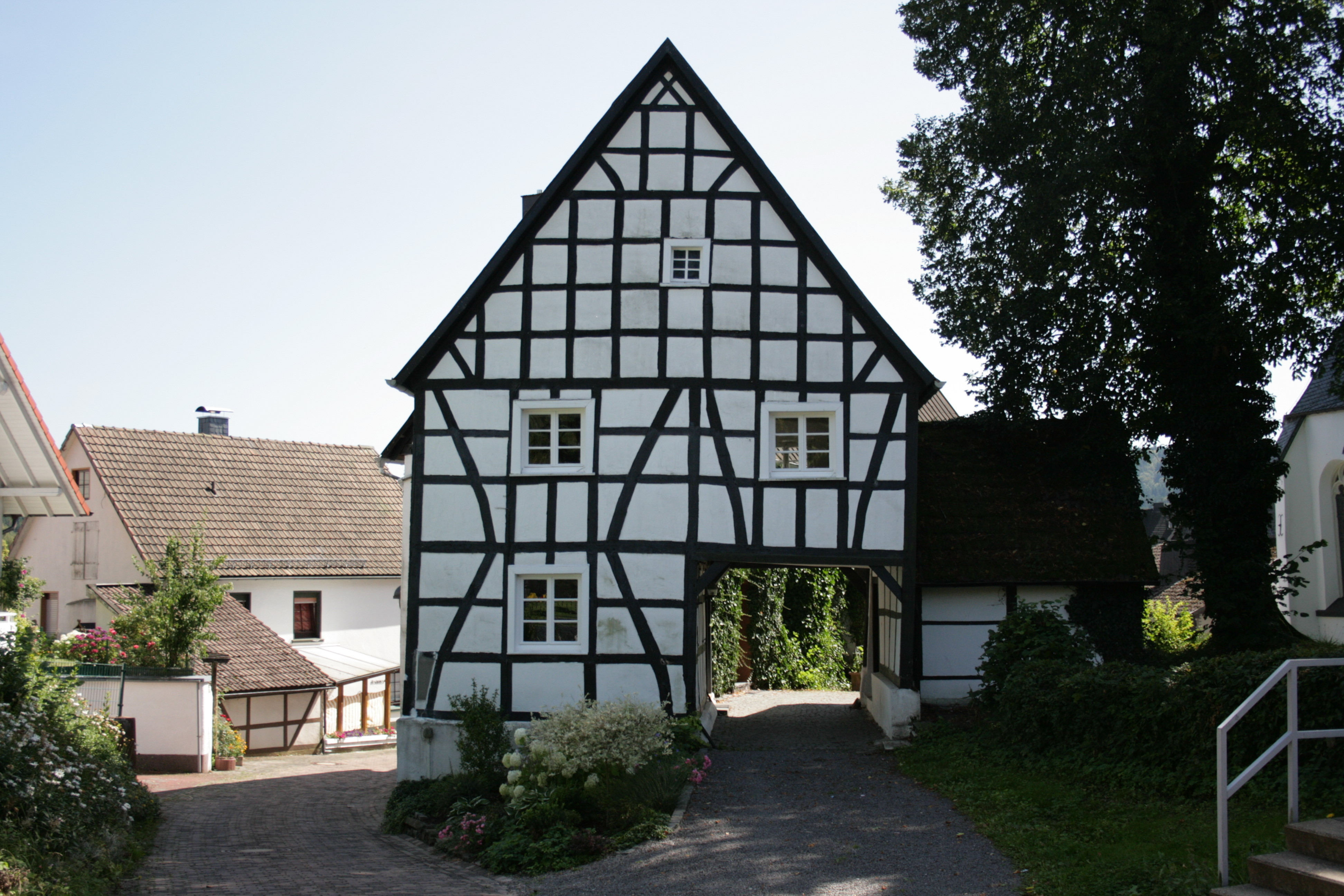
シュピーカー

### 建造物
- 使徒教会: 現在の教会建築の最初は11世紀に遡る。この教会は1072年に初めて文献に記録されている。これはケルン大司教アンノ2世が新設されたグラーフシャフト修道院（ドイツ語版、英語版）に寄進した記録である。このロマネスク教会は翼廊、後期ゴシック様式の内陣と西塔（ドイツ語版、英語版）を有する三廊式ハレンキルヒェである。かつての15世紀末から16世紀初めの後期ゴシック様式の祭壇は、1881年からこの教会にはなく、現在アルテナ城博物館にある。この教会は1971年から「使徒教会」と称している。この名前の由来は、教会内部の装飾作品にある。それは内陣の北壁に描かれた教会の使徒を描いたフレスコであり、内陣室左右のニッチの像であり、教会の壁のバロック時代の装飾的な使徒像である。間違いなく価値の高い作品が1548年製作の聖職者席である。
- シュピーカー: この町の象徴的建造物が、300年前の建物「シュピーカー」である。この木組み建築は、教会に納める作物を保管するのに用いられた。建築上の原型はおそらく17世紀に遡る。本館は1800年頃に現在の形で建造された。
- アーエ＝ハンマー: この鍛造所は1562年に初めて記述されている。これは、1942年までブリュニングハウス家によって稼働していた。ここではオーゼムント鉄（ドイツ語版、英語版）が造られ、最終的に導線に加工された。2つの鍛造機は直接1つの水車に連動していた。もう1つの水車は2つの鍛冶床の火を燃やすためのふいごを動かしていた。この装置は現在も稼働可能である。早くも1950年に博物館風の展示が設けられた[35]。
- ロベルト＝コルプ塔: この塔は、663.3 m のノルトヘレに建っている。高さ 18 m のロベルト＝コルプ塔は、1年間の工期を経て、1913年9月21日に完成した[36]。

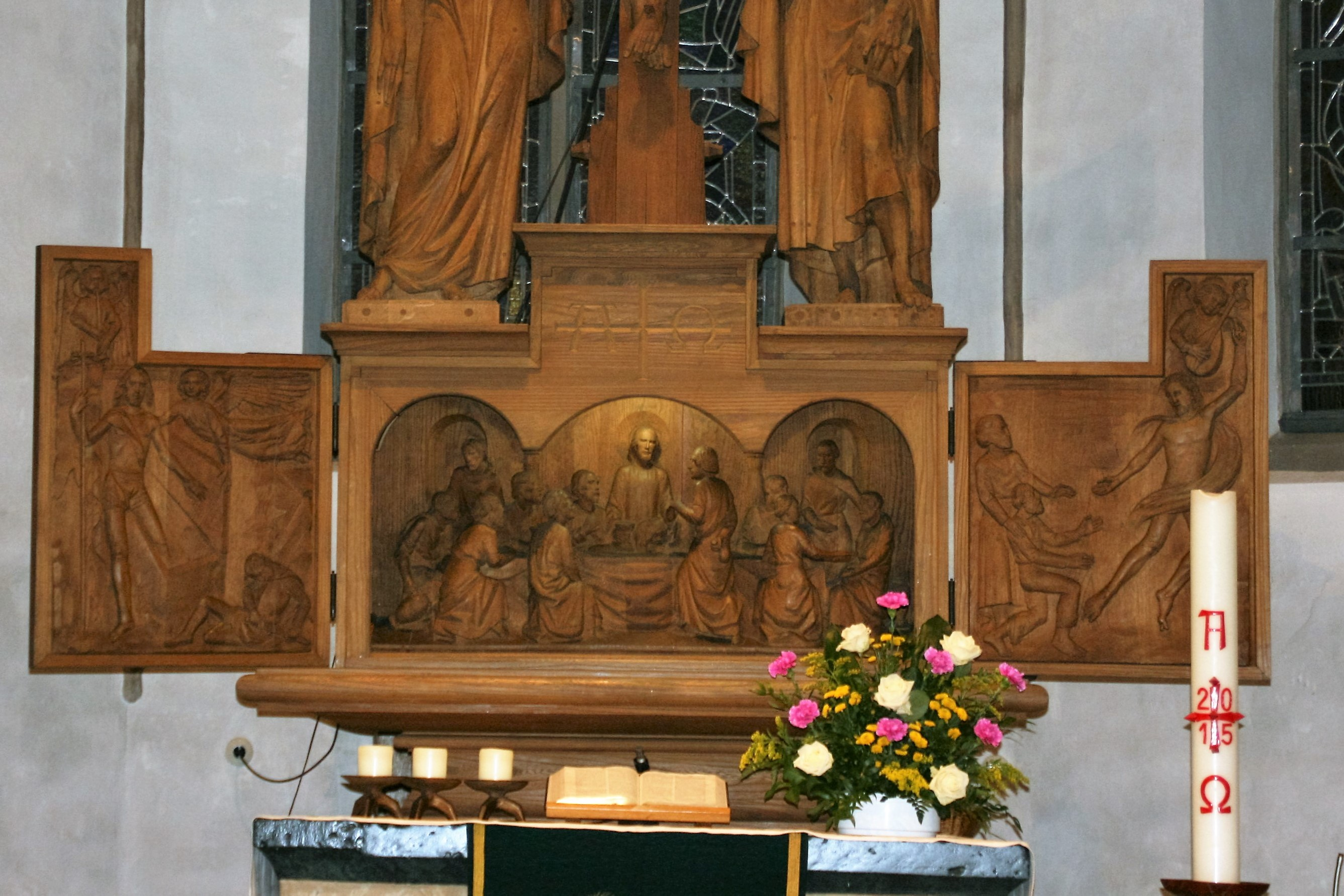
使徒教会の祭壇
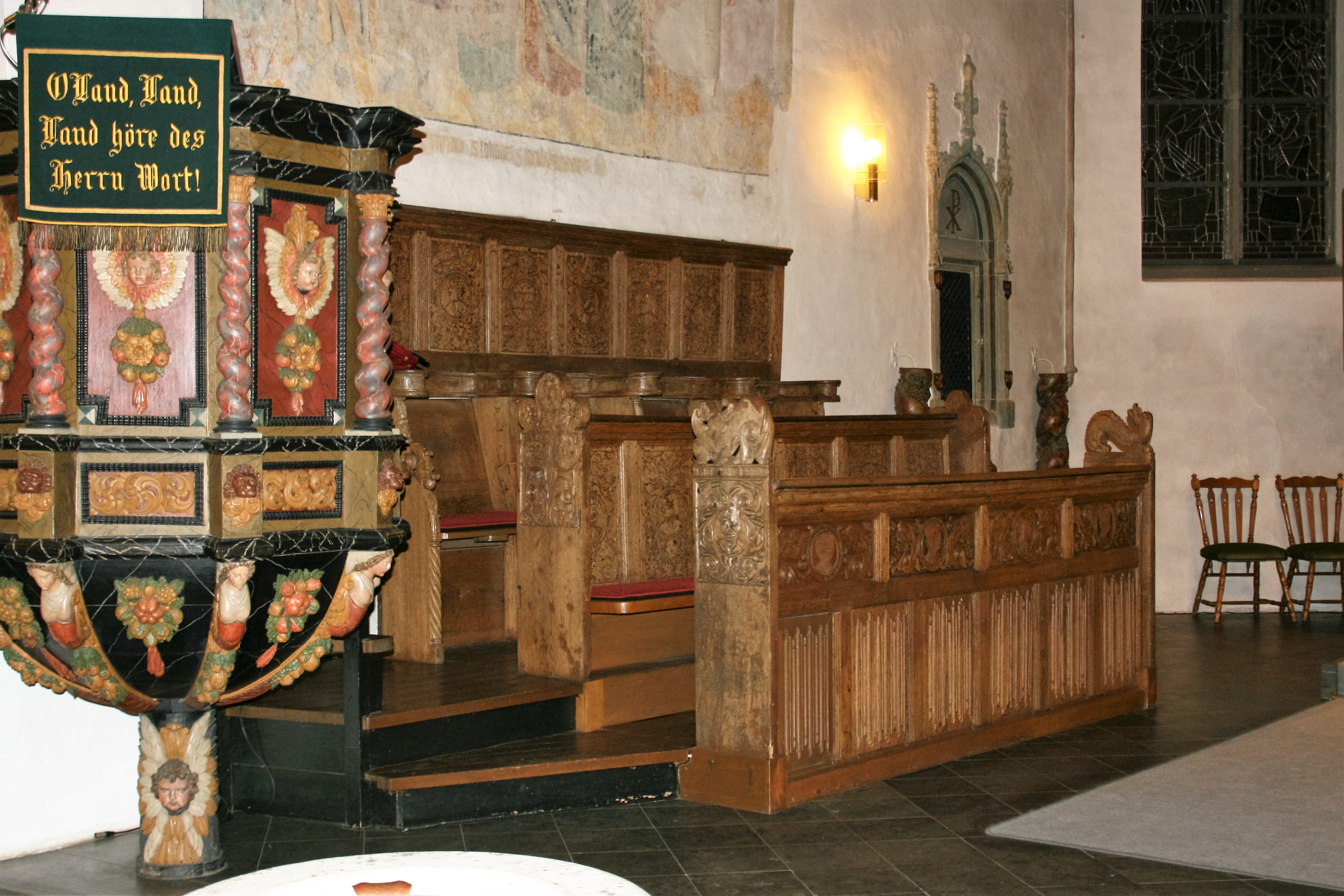
使徒教会の聖歌隊席と講壇
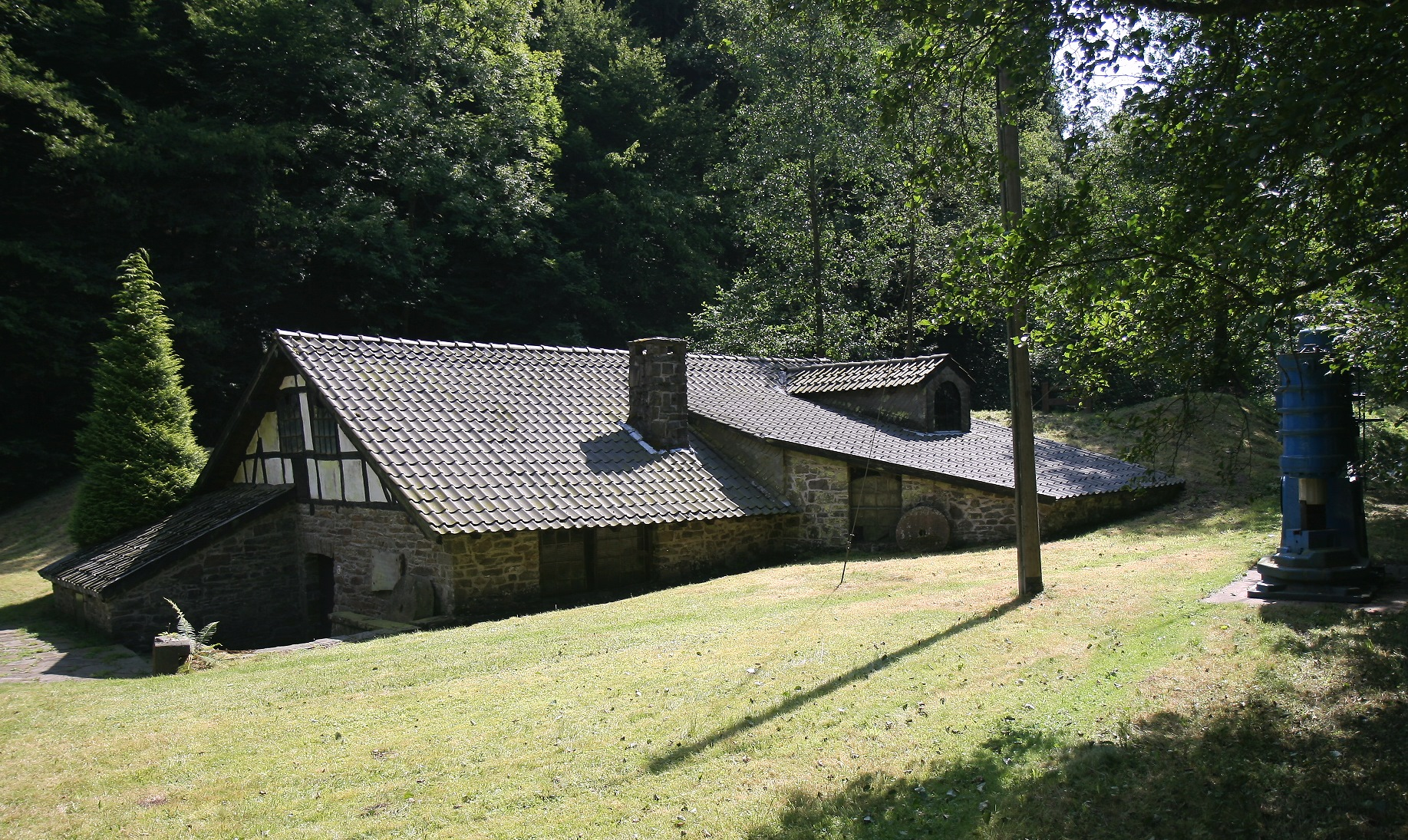
アーエ・ハンマー
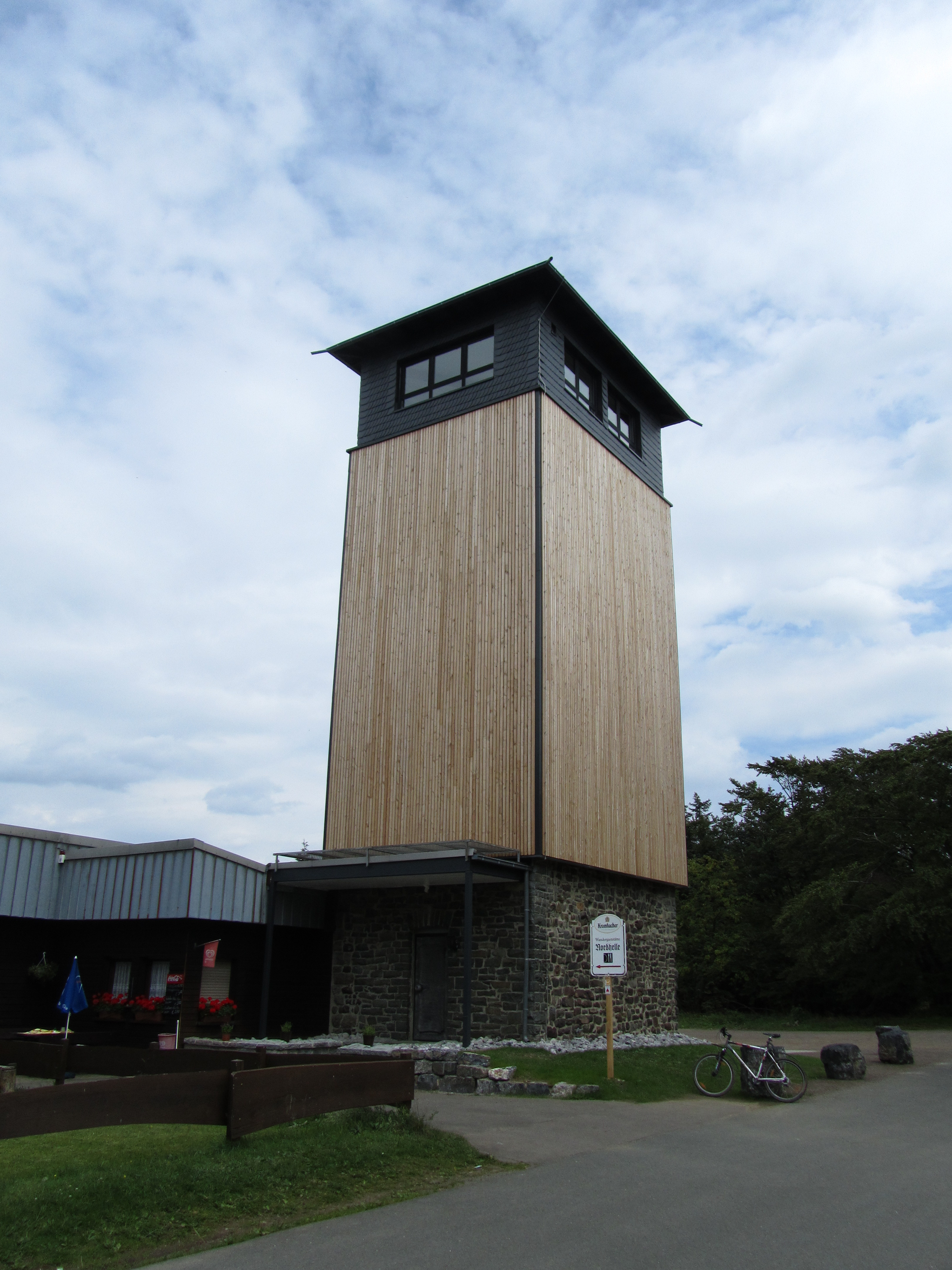
ロベルト＝コルプ塔

### 自然保護区
2015年から町域全体がザウアーラント＝ロタール山地自然公園の一部である。1964年から2015年までこの町はエッベ山地自然公園に属していた。町域の大部分は1964年の自然公園制定に伴い、景観保護区に指定された。1985年2月1日からプレッテンベルク＝ヘルシャイト＝ノイエンラーデ景観計画が存在した。1998年10月23日からこの町の町域はヘルシャイト景観計画が存在したが、これはプレッテンベルク＝ヘルシャイト＝ノイエンラーデ景観計画には含まれなかった。ヘルシャイトでは、建物が建て込んだ地区や開発計画の適用地区を除き、自然保護区 (NSG) などのより高次の指定を受けていない限り、景観計画地域に登録された。この景観計画の第1修正は2005年11月4日に発効した。
町域内には15の自然保護区 (NSG) が存在する。ザウアーラントで最初の自然保護区の1つとして広さ 3.1 ha のヴォルフスブルーフ自然保護区が1930年に設けられた。ヴォルフスブルーフ自然保護区は、2012年に 16.9 ha に拡大された。他の14自然保護区は、ヘルシャイト景観計画 1998 により指定された。これによりブラウケ自然保護区 (9.5 ha)、カムモーア自然保護区 (2.7 ha)、ブッシュハウザー・ジーペン自然保護区 (1.5 ha)、ヘルフェラー・ブルーフ自然保護区 (13.5 ha)、ゾネンホール自然保護区 (9.5 ha)、アウフ・デア・ガスマート自然保護区 (5.2 ha)、ブルメッケ自然保護区 (0.4 ha)、アウフ・デム・ローテン・シュローテ自然保護区 (5.4 ha)、イム・ヴィーブルーフ自然保護区 (3 ha)、ニュムマート自然保護区 (0.9 ha)、オーベレス・エルゼタール自然保護区 (5.3 ha)、ヘルフェラー・バッハタール (3.6 ha)、カーターレー自然保護区 (2.8 ha)、ホーホシュタイナー・モーア自然保護区 (2.6 ha) が指定された。町内の6つの自然保護区が、エッベモーアの一部としてナンバー DE 4812-401 の欧州生息地指令 (FFH-地区) に指定されている。FFH-地区の一部はマイネルツハーゲンの市域にまたがっている。
町内の2つの景観保護計画で、34の自然文化財が指定されている。このうち27件が単独の樹木あるいは樹木群で、7件が洞窟や岩などの土地に関する自然文化財である。自然文化財のシェーネベッカー洞窟は、ナンバー DE-4711-302 としてFFH-地区「シェーネベッカー洞窟」にも指定されている。全長 118 m のシェーネベッカー洞窟は、一般の往来からコウモリを保護するために、網フェンスで閉ざされている。町内には86件の保護対象の景観構成物がある。町内には、連邦自然保護法 § 30 に基づき、法的に保護されているビオトープが数多くある。これらは同時に他の保護カテゴリーにも分類されている。
ヘルシャイトには、他の鳥類に混じって、大型鳥類のナベコウやアカトビが現れる。

### 自然文化財
ヒュイングハウゼン近郊のオークの木は、胸の高さの幹回りが 7.85 m ある（2015年現在）。

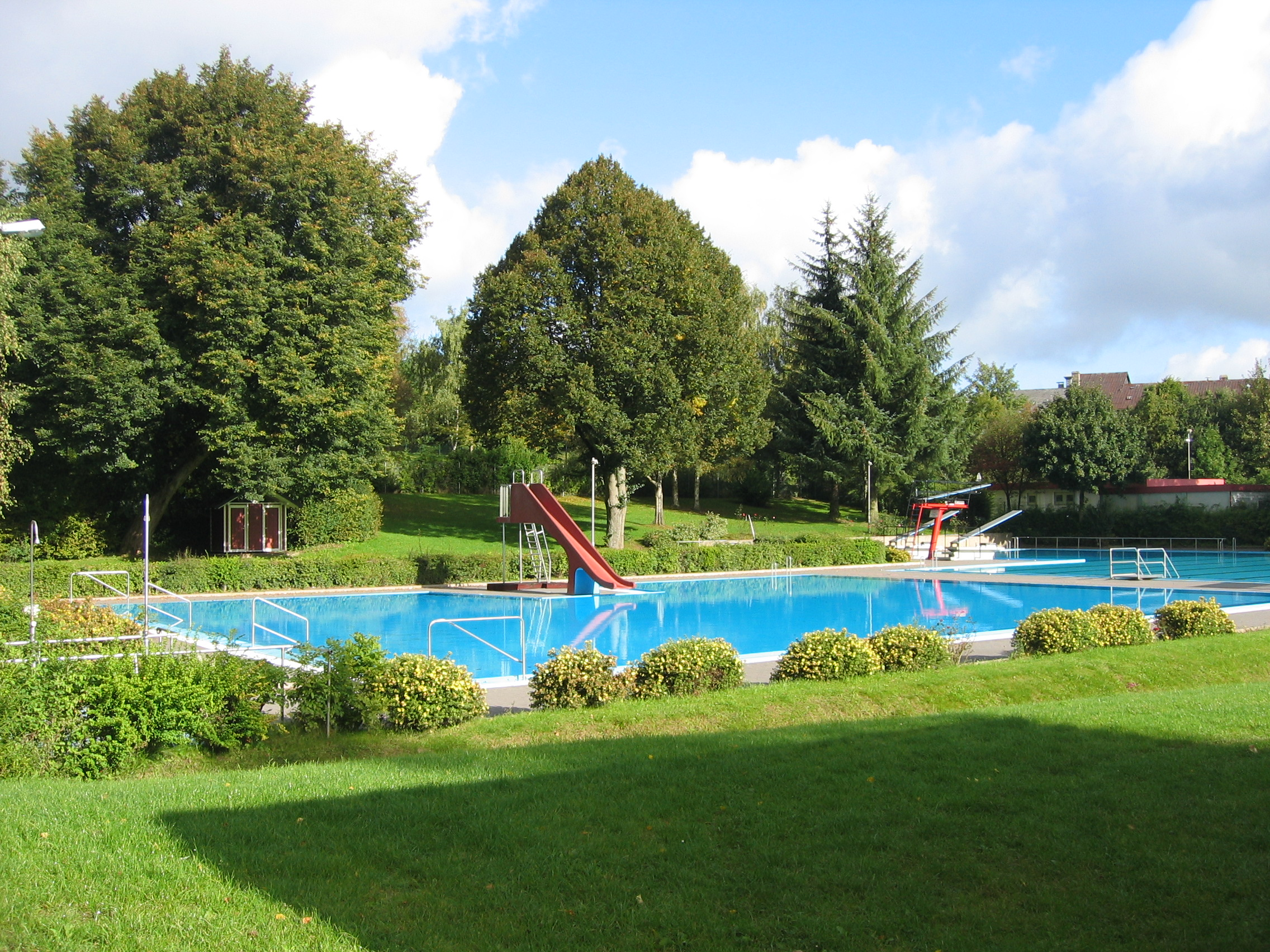
ヘルシャイトの屋外プール

### スポーツ
ヘルシャイトでは様々なスポーツ種目を楽しむことができる。たとえば、武道、航空スポーツ、ジョギング、陸上競技、ミニゴルフ、自転車競技、テニス、体操などである。ノルトヘレの山の地形を活かしてリフトを備えたスキー場が稼働し、アルペンスキーを楽しむことができる。ここには長さ 12 km のエッベカムロイペ（エッベ山地の尾根のロイペ）も設けられている。夏には谷の堰の近くでインラインスケート、サイクリング、散策を行うことができる。温水屋外プールでは、水泳を行うことができる。遊歩道「リヒャルト・シルマン＝ヴェーク」はヘルシャイトからジークブルクに通じている。

### 年中行事
射撃クラブ・ヘルシャイト 1950 は、毎年、年の半ばに射撃祭を開催している。また、この射撃クラブは、1984年からエアガン射撃の町内チャンピオン大会を開催している。1990年から、第2アドヴェントの週末にヘルシャイトでクリスマスマーケットが開かれる。
8月の第2週末に、レーリン地区でレーリナー・ベルクフェスト（レーリンの山祭）が開催されている。また、2001年から毎年10月3日にレーリンのカボチャ祭が開かれる。

## 経済と社会資本

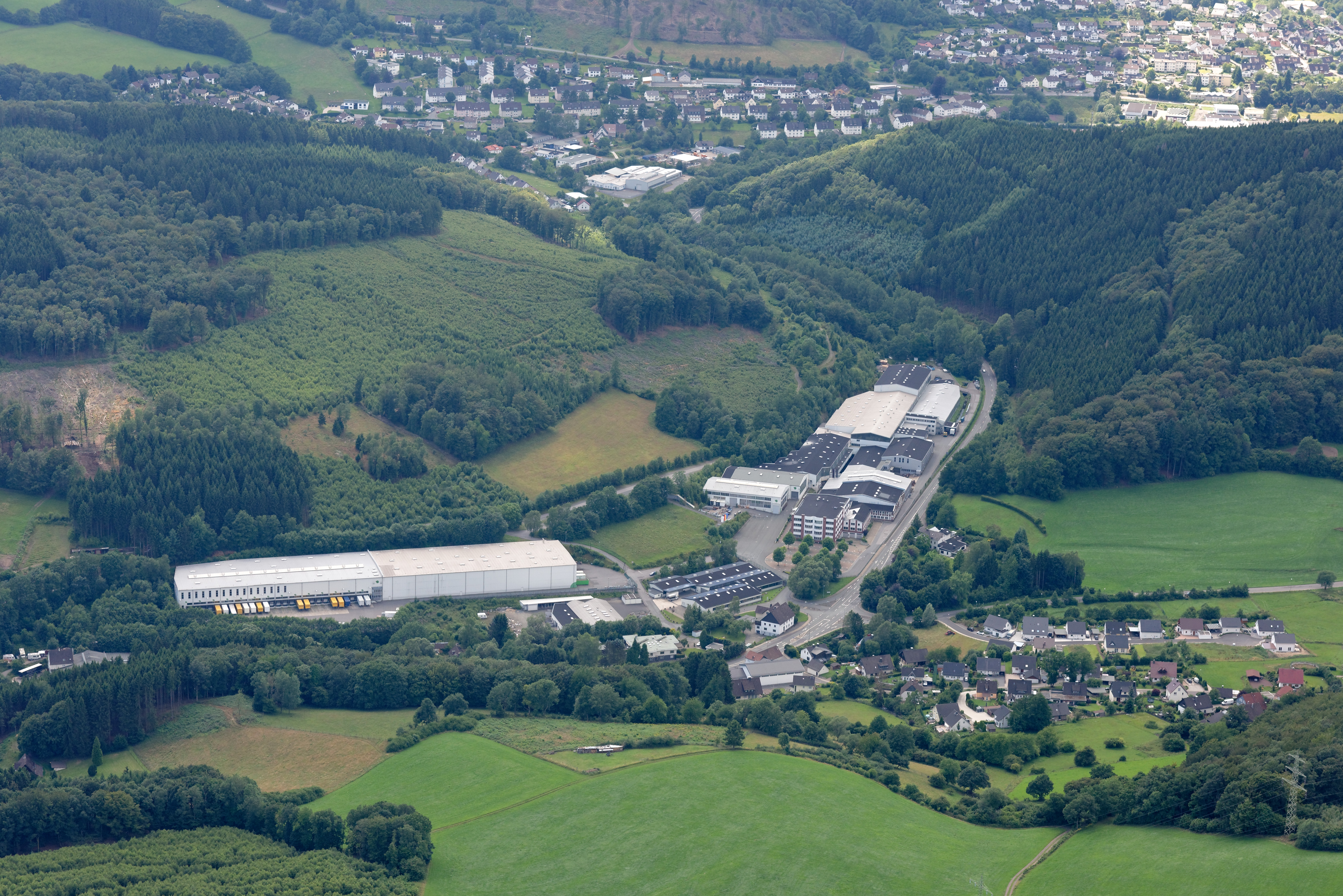
グスタフ・アルベルツ GmbH（中央右寄り）とコーバー（建設資材メーカー、中央左寄り）

### 企業
ヘルシャイトの工業は、主に自動車分野の部品製造が盛んである。グスタフ・アルベルツ GmbH (GAH) は、この町に存在する家庭用金具・庭園用品のトップ・メーカーである。

### 交通
ヘルシャイトは、主要交通路から離れた場所にある。1832年にリューデンシャイトやプレッテンベルクとの間に定期的な郵便馬車が設けられた。1846年/1847年にこの町を通って2つの隣市を結ぶ道路が幹線道路として拡張された。

#### 公共近郊旅客交通
1965年の鉄道プレッテンベルク - ヘルシャイト線の旅客運行廃止後（貨物運行の廃止は1969年）、ヘルシャイトの公共近郊旅客交通はバスに依存している。この鉄道の運行頻度は廃止されるまで低いままであった。現在バスは、主にメルキッシェ交通共同体 (MVG) とヘルシャイト町民バスによっている。バス路線 54号（定期バス路線）、254号（通学バス路線）、N7号（夜行バス）は、隣市のプレッテンベルクおよびリューデンシャイトあるいはプレッテンベルク駅およびリューデンシャイト駅へ20分から30分で到着する。
20世紀初めにリューデンシャイトやヘルシャイトを通り、プレッテンベルク - ヘルシャイト線に接続し、ヴォルメタールとレネタールとを結ぶヴォルメタール鉄道の計画があった。しかしこの計画は、建設資金が捻出できず頓挫した。路線区間は約 33.9 km であった。ザウアーラントの山がちの地形のため、この計画はトンネル工事、橋梁工事、立体交差が盛り込まれていた。たとえば、ヴェルゼタールとアーエタールとの間の尾根には全長 650 m のトンネルが計画されていた。もう一つのトンネルはヘレから射撃ホールの麓までヘルシャイト町内を通る全町 300 m のものであった。全部で4つのトンネルは合わせて 2,175 m となる計画であった。このための工費は、184万マルクと算定された。王立鉄道管理局は、総工費を 980万マルク、1 km あたり 289,100マルクと見積もった。

#### 道路
ヘルシャイトの最寄りのアウトバーンのインターチェンジは、A45号線のリューデンシャイト南インターチェンジである。ここからヘルシャイトへは州道 L561号線経由で約 6 km で到着する。連邦道 B229号線が、町域に近いヴァーゼタールを通っている。

#### 航空
特別飛行場に分類されるプレッテンベルク＝ヒューイングハウゼン飛行場がヒューイングハウゼン地区にある。最寄りの国際空港は、約 60 km 離れたドルトムント空港および約 75 km 離れたケルン・ボン空港、約 110 km 離れたデュッセルドルフ空港である。

### メディア
地方日刊紙が「ジューダーレンダー・ターゲブラット」である。ヘルシャイトではラジオMKのノルトライン＝ヴェストファーレン州向けローカル放送を聴くことができる。この放送は、送信所 Nr. 73 から 100.2 MHz で放送されている。ヘルシャイトは、WDRのローカル放送局スタジオ・ジーゲンのサービス提供地区に含まれる。

### 教育
ヘルシャイトには基礎課程学校が2校ある。本課程学校のラーレンベルクシューレは1964年に建設されたが、生徒数不足のため2014年7月4日に閉鎖された。ヴォルメタール市民大学は、ヘルシャイトの旧本課程学校を利用して数多くのコースを開講している。

## 人物

### 出身者
- ヴィルヘルム・アッカーマン（1896年 - 1962年）数学者。

## 関連図書
- Sauerland-Verlag Iserlohn, ed (1974). Naturpark Ebbegebirge – Das Ausflugs- und Naherholungsziel vor der Haustür. Iserlohn: Sauerland-Verlag. ISBN 978-3-87695-109-6
- Ulrich Barth; Ehnar Hartmann (1983). Heimatbund Märkischer Kreis. ed. Kunst- und Geschichtsdenkmäler im Märkischen Kreis (1 ed.). Balve. pp. 206-. ISBN 978-3-89053-000-0
- Märkischer Kreis, ed (1985). Landschaftsplan Nr. 1 Plettenberg-Herscheid-Neuenrade. Lüdenscheid
- Heimatbund Märkischer Kreis, ed (1998). Herscheid. Altena: Zimmermann Druck
- Gemeinde Herscheid und Geschichts- und Heimatverein Herscheid e.V., ed (2013). 125 Jahre Rathaus Herscheid – Von der preußischen Amtsstube zum modernen Dienstleister (1888–2013). Lüdenscheid: Seltmann. ISBN 978-3-942831-85-7

### 訳注
1. ↑  ドイツ語: Loipe、クロスカントリースキーのための轍状のコース